# Saison 6 des Mystères de l'amour
Chronologie
Saison 5 Saison 7
La sixième saison des Mystères de l'amour, série télévisée française créée par Jean-François Porry, a été diffusée du 23 mars au 13 juillet 2014 sur la chaîne TMC.

## Distribution

### Acteurs principaux (dans l'ordre d'apparition au générique)
- Hélène Rollès : Hélène Watson
- Patrick Puydebat : Nicolas Vernier
- Serge Gisquière : Peter Watson
- Laure Guibert : Bénédicte Da Silva
- Philippe Vasseur : José Da Silva
- Laly Meignan : Laly Polleï
- Richard Pigois : John Greyson
- Elsa Esnoult : Fanny Greyson
- Sébastien Roch : Christian Roquier
- Marion Huguenin : Chloé Girard
- Carole Dechantre : Ingrid Soustal
- Macha Polikarpova : Olga Poliarva
- Lakshan Abenayake : Rudy Ayake
- Ève Peyrieux : Ève Watson
- Tom Schacht : Jimmy Werner
- Isabelle Bouysse : Jeanne Garnier (3 épisodes)

### Acteurs récurrents
- Valentin Byls : Nicky McAllister
- Camille Goncalves Fernandes : Léa Werner
- Magali Semetys : Marie Dumont
- Fabrice Josso : Étienne Varlier
- Richard Gallet : Richard Gabaud
- Audrey Moore : Audrey McAllister
- Théo Phan : Yann Gaubert
- Célyne Durand : Mylène
- Michel Robbe : Jean-Paul Lambert
- Eric Geynes : Phil Dooley
- Marilys Morvan : Sidonie Beaumet
- Sami Alliot : Samuel
- Allan Duboux : Éric Fava
- Titouan Laporte : Diego de Carvalho
- Mathieu Quintin : Renaud Larosse
- Noémie Rudet : Noémie
- Miguel Saez : Antonio de Carvalho
- Guillaume Faure : Ingénieur du son
- Karine Lima : Karine Maison
- Supayass Play're : Yassine
- Anthony Gomes : Max
- Thomas Lenoir : Ludo
- Jean-François Lescurat : Maître Corbières
- Caroline Nolot : Mélie
- Tristan Chapelais : Prince Henri de Wurstenstein
- Olivier Galfione : Christophe Bonet
- Benoît Gourley : Docteur Dufour
- Bernard Minet : Bernard Minet
- Olivier Quéméner : Olivier Morvan
- Erwan Trudelle : Manuel
- Marie Crespo : Infirmière
- Valérie Crunchant : Debbie
- Claire Lise Lecerf : Émilie Vargas
- Bruno Le Millin : Roger Girard
- Marielle Montresor-Timpesta : Infirmière
- Vincent Paillier : Ingénieur du son
- Ivan Sellier : Serveur
- Ewen Siméon : Lucas Vernier
- Harold Simon : Jean Vernier
- Philippe Stellaire : Patrick
- Fanny Vambacas : Carmen / Catherine
- Jérémy Wulc : Lieutenant Sibert
- Attia Barrère Leroy : Ambulancier
- Marie Beaujeux : Laura
- Rémy Boussougouth : Inspecteur Balon
- Benjamin Bove : Pascal
- Joyce Châtelier Brunet : Valériane de la Motte-Picquet
- Frédérique Cantrel : Directrice des Colibris
- Mickaël Collard : Inspecteur
- Philippe Cotten
- Adeline De Oliveira : Infirmière
- Grégoire Desfond : Tom
- Louis Donval : Malade
- Yannick Ducher : Médecin
- Audrey Duputie : Audrey
- Jean Fornerod : Didier Kustenberg
- Christophe Gauzeran : Pedro
- Laura Giudice : Magalie
- Tatiana Gontcharova : Natacha
- Vincent Haquin : Bernie la terreur
- Antony Hickling : Neurologue
- Stéphan Imparato : Directeur de banque
- Alexandre Kozakiewiez : Docteur Boulard
- Denis Lefrançois : Chauffeur de taxi
- Valentin Noël : Amine
- Michaël Paz : Pedro
- Alexandre Purlich : Inspecteur à Caracas
- Sigfrido Rivera : Chauffeur de taxi
- Isabelle Salvadori : Karen
- Claude Sese : Policier
- Alan Sorano : Loulou
- Jérôme Tomray : Inspecteur
- Julian Watre : Jojo Roquier

## Liste des épisodes
1. Ouvertures
2. Explications
3. Parallèlement vôtre
4. Parallèlement vôtre 2
5. Coup du sort
6. Des rires et des larmes
7. À l'eau
8. La vie continue
9. Accusations
10. Le piège se referme
11. Prise de pouvoir
12. Un coupable idéal
13. Scandales
14. Calculs et manipulations
15. Amour, mensonges et Rock and Roll
16. La clé des mystères
17. Un drôle de revenant
18. Loin des yeux
19. L'exilé
20. Trop tard ?
21. Le grand saut
22. Retours
23. Tours et retours
24. Défaut de mémoire
25. Joyeux anniversaire
26. En feux !